# Hannah Schmitz
Hannah Schmitz, flicknamn: McMillan, född 1985, är en brittisk ingenjör som är förste strategiingenjör för det österrikiska Formel 1-stallet Red Bull Racing.
Hon avlade 2009 en master i maskinteknik med inriktning på optimeringslära, regressionsanalys och statistisk modell vid universitetet i Cambridge. Efter studierna började Schmitz arbeta för Red Bull som modell- och simuleringsingenjör, bara ett och halvt år senare utsågs hon till senior strategiingenjör. År 2021 tog Schmitz plats i Red Bulls ledningsgrupp när hon befordrades till förste strategiingenjör och har nära samarbete med stallets chefsstrateg Will Courtenay.
Hon har varit delaktig i att Max Verstappen har kunnat vinna förarmästerskapet för säsongerna 2021 och 2022.